# 𨁂跌宰相
𨁂跌宰相（8世纪—788年），长寿天亲可汗时回纥宰相。
唐德宗贞元四年（788年），唐朝向回纥许亲，长寿天亲可汗派宰相𨁂跌都督等千余人，并派其妹骨咄禄毘伽公主率大酋之妻五十人迎接咸安公主，而且纳聘。𨁂跌宰相到达振武军，被室韦偷袭，战死。唐德宗下诏命令其下七百人，都让他们入朝，住在鸿胪，十月，唐德宗到延喜门见使者。长寿天亲可汗将回纥国名改为回鹘。自称为唐朝皇帝子婿，请除吐蕃。